# Coutts
Coutts & Co./ˈkuːts/ é um banco privado e gerente de património britânico fundado em 1692, sendo o oitavo banco mais antigo do mundo. O banco faz parte da divisão de gerenciamento do NatWest Group da Escócia. Nas Ilhas Anglo-Normandas e na Ilha de Man, Coutts Crown Dependencies opera como um nome comercial do Royal Bank of Scotland International. É amplamente conotado como um dos bancos mais exclusivos do mundo, requerendo um depósito de abertura de 1 milhão de libras. 

## História
O banco que se tornaria Coutts & Co era originalmente uma loja de ourives e banqueiros. Foi formado em 1692 por um jovem banqueiro escocês, John Campbell, de Lundie, na Escócia. Estabeleceu negócios em Strand, Londres, sob o signo das Três Coroas, como era habitual nos dias que antecederam os números das ruas. Hoje, o logotipo Coutts ainda possui as três coroas e sua sede ainda está no Strand.
Campbell morreu em 1712, deixando o negócio para os membros de sua família. A força dominante era o genro de Campbell, George Middleton, que se tornara parceiro de Campbell em 1708. Durante a administração de Middleton, o banco foi atingido por uma crise após a outra. O levante jacobita de 1715 ameaçava a estabilidade do sistema bancário, John Law, o controlador das finanças da França, devia muito dinheiro ao banco quando a bolha da Mississippi Company estourou em 1720 e o mercado de ações inglês entrou em colapso no mesmo ano. A estabilidade do banco não retornou até 1735. O filho de John, George Campbell também era sócio, e acabou se tornando o único parceiro após a morte de Middleton em 1747, após o que o banco foi renomeado como "Bankers of 59 Strand".
Em 1755, a neta de John Campbell, Mary (conhecida como "Polly"), casou-se com um comerciante e banqueiro, James Coutts. Polly era sobrinha de George Campbell e George imediatamente fez de James um parceiro. O banco ficou conhecido como Campbell & Coutts, com James administrando o negócio e se tornando o único parceiro após a morte de Polly e George em 1760. George legou a maior parte de sua fortuna, e o banco, a James.

### Thomas Coutts
Em 1761, James levou seu irmão Thomas Coutts para o negócio, que agora se chamava James e Thomas Coutts.
James e Thomas nem sempre se deram bem e, eventualmente, James entrou na política, deixando a administração do banco para Thomas. James se aposentou do banco em 1775 devido a problemas de saúde. O banco em Strand ficou conhecido como Thomas Coutts & Co.
Thomas Coutts casou-se duas vezes. Sua primeira esposa, uma criada chamada Susannah Starkie, deu a ele três lindas filhas apelidadas de "As Três Graças" que eventualmente se casaram com figuras de destaque na sociedade britânica: o Conde de Guilford, o marquês de Bute e Sir Francis Burdett. Thomas também teve quatro filhos que morreram na infância. Quando Susannah morreu, ele se casou apenas quatro dias após o funeral. Thomas Coutts tinha 80 anos e sua nova esposa, Harriot Mellon, era 40 anos mais nova e uma atriz, o que provocou comentários consideráveis. Com a morte de Thomas em 1822, o banco foi renomeado "Coutts & Co."
A viúva de Thomas, Harriot, herdou 900.000 libras de Thomas, juntamente com uma participação de 50% no banco. Embora não se desse bem com as enteadas, queria manter o banco na família Coutts. Harriot morreu em 1837. Em seu testamento, a fortuna de Coutts foi repassada à neta de Thomas, Angela Burdett, filha de Sophia Coutts e Sir Francis Burdett. O testamento continha três condições: primeiro, a participação de 50% de Angela no banco deve ser mantida em sigilo; segundo, o herdeiro deve assumir o nome de Coutts; e terceiro, o herdeiro nunca deve se casar com um estrangeiro.

### Angela Burdett-Coutts
Após o recebimento de sua herança, Angela Burdett-Coutts se tornou a mulher mais rica da Grã-Bretanha. Ela dedicou sua vida à filantropia, oferecendo uma quantia estimada entre £3 milhões e £4 milhões. Sua caridade variou amplamente: ela apoiou a Igreja da Inglaterra e seus ramos anglicanos no exterior, bem como as artes, mas o principal impulso de sua caridade foi direcionado para melhorar a vida dos pobres. Uma escola de costura em Spitalfields, gins de algodão no que hoje é a Nigéria, barcos e redes para a indústria pesqueira irlandesa e escolas irregulares nos setores mais pobres das cidades foram apenas alguns de seus projetos. Gladstone, o primeiro-ministro e a rainha Victoria resolveram reconhecer formalmente seu espírito filantrópico.
Em 1871, ela recebeu um par de pares como Baronesa Burdett-Coutts de Highgate e Brookfield no Condado de Middlesex. Em 1880, soube-se que a baronesa desejava se casar com seu jovem secretário americano William Ashmead-Bartlett, que era júnior por trinta e sete anos. Os parceiros do banco ficaram horrorizados com a perspectiva de um casamento assim como muitos dignitários; eles viram Bartlett como uma aventureira, interessada apenas em seu dinheiro. Archibald Tait, o arcebispo de Canterbury, tentou impedir que tal casamento acontecesse, enquanto a própria rainha Victoria, com quem a Baronesa costumava jantar, tentou impedir o que chamava de "casamento louco". Em uma carta, a rainha escreveu a lorde Harrowby afirmando que isso a afligiria muito "se Lady Burdett-Coutts sacrificasse sua alta reputação e sua felicidade por um casamento tão inadequado". Essa carta foi passada a Lady Burdett-Coutts, que pediu a lorde Harrowby que respondesse que ele não tinha conhecimento do assunto mencionado - um desprezo bastante à rainha. Um possível obstáculo para o casamento foi a vontade de sua madrasta (Harriot), que proibiu o casamento com um alienígena. Como Bartlett era americana, o casamento a faria deserdar. Se essa eventualidade ocorresse, sua irmã mais nova, Clara, como a próxima da fila, deveria herdar. Angela Burdett-Coutts conseguiu que Clara renunciasse a seus direitos. O filho de Clara, Francis (conhecido como Frank), no entanto, não foi tão facilmente dissuadido, e consultou seus advogados pensando em impedir o casamento, mantendo seus direitos. Finalmente, o próprio Bartlett, diante da imensa pressão da sociedade, ofereceu-se para libertar a baronesa de sua oferta de casamento. Ela, no entanto, permaneceu determinada, recusando-se a libertar Bartlett de sua promessa, apesar de várias acusações escandalosas serem feitas contra ele envolvendo outra mulher e até mesmo a paternidade de um filho ilegítimo.
Em fevereiro de 1881, aos 67 anos, Angela Burdett-Coutts quebrou os termos do testamento casando-se com Bartlett em Christ Church, Down Street, Piccadilly. Os sócios do banco correram para tranquilizar a imprensa de que a herdeira não era sócia do banco, nem podia tocar a capital. Surgiu uma discussão sobre a herança e, em particular, sobre se Sua Senhoria deveria ceder o banco à sua irmã Clara. O recém-casado reagiu afirmando que Bartlett era apenas metade americano e, portanto, não era tecnicamente um "alien". Sua irmã, Clara, então reivindicou a fortuna, e a amarga disputa continuou. Em antecipação à vitória, Clara e seu filho Frank adotaram o nome "Coutts"  –  conforme exigido pela vontade. Finalmente, chegou-se a um acordo, com a maioria da fortuna de Coutts a passar para Clara e seus herdeiros. Angela Burdett-Coutts, no entanto, manteve dois quintos da renda até sua morte em 1906.
Ao mudar seu nome, Clara Burdett, que se casou com James Money em 1850, tornou-se Clara Burdett Money-Coutts. O nome completo de seu filho Francis tornou-se Francis Burdett Thomas Nevill Money-Coutts. Ele era mais conhecido como Francis (ou Frank) Coutts, escritor e poeta. Ele se tornou o 5º Barão Latymer em 1913 e morreu em 1923.
O seguinte apareceu no Punch na época: 
O dinheiro leva o nome de Coutts,

Supérfluo e engraçado

Para todo mundo considera Coutts,

Sinônimo de dinheiro.

—Vere Carpenter
O pânico de 1890 obrigou o banco a mudar de uma parceria para uma sociedade de responsabilidade ilimitada em 1892. Naquela época, a responsabilidade limitada era vista como arriscada pelos depositantes. Como parceria, a família Coutts seria pessoalmente responsável perante qualquer depositante pelo seu depósito bancário em uma crise. No entanto, não houve crise. Apesar disso, houve pouca mudança na organização - os parceiros de trabalho foram divididos entre os gerentes e os gerentes juniores.

### Expansão adicional
Em 1904, o banco mudou-se para suas instalações atuais em 440, The Strand. Em 1914, Coutts assumiu o banco de Robarts, Lubbock & Co. na cidade, obtendo uma filial e uma sede da câmara de compensação no processo.
Em 1919, Coutts fundiu-se com o National Provincial & Union Bank of England, mas manteve o nome Coutts & Co.
Ao longo do século XX, Coutts abriu mais filiais. A primeira filial do West End nos arredores de 440 Strand foi aberta em 1921 em Park Lane. Outras filiais em Londres foram abertas no West End (1921), Cavendish Square (1927), Sloane Street (1929), Mayfair (1932), London Wall (1962), London Wall (1962), Brompton Road (1975) e Kensington (1978).
Foi somente em 1961 que o Banco se mudou para fora da capital, abrindo sua primeira agência fora da cidade em Eton. Isto foi seguido por uma filial em Bristol em 1976.
Em 1969, Coutts tornou-se parte do National Westminster Bank.
Coutts adotou a tecnologia moderna, tornando-se um dos primeiros bancos a introduzir livros contábeis no final da década de 1920. Em 1963, foi o primeiro banco britânico a ter um sistema contábil totalmente informatizado. Em 1987, Coutts ganhou representação internacional quando Coutts estabeleceu operações em Genebra.
Entre 1974 e 1978, a sede da Coutts 'Strand foi reconstruída por Frederick Gibberd e Partners. O bisneto de Francis Burdett Coutts, Sir David Burdett Money-Coutts, tornou-se presidente em 1976, aposentando-se em 1993, deixando seu primo Crispin Money-Coutts (herdeiro do título de Barão Latymer) como o último nome restante dos Coutts até sua demissão.
Em outubro de 1990, a Coutts e a NatWest decidiram fortalecer sua representação internacionalmente e o Grupo Coutts foi criado quando as subsidiárias já pertencentes à Coutts e NatWest foram fundidas. Em 2000, o NatWest foi comprado pelo Royal Bank of Scotland Group (RBS) em uma das maiores transações corporativas do setor bancário europeu.

### Anos recentes
Em 2003, a Coutts adquiriu o Bank von Ernst & Cie, com sede em Zurique e, em 2008, o Coutts Bank von Ernst e outras subsidiárias da Coutts International se tornaram o RBS Coutts Bank. Eles negociaram como RBS Coutts International para alinhá-los com o grupo-mãe do RBS até 2011, quando o RBS Coutts foi renomeado como Coutts & Co. Limited. A divisão internacional foi renomeada como Coutts International antes de sua venda ao Union Bancaire Privée em março de 2015.
O RBS vendeu a Coutts International à Union Bancaire Privée (UBP) em 29 de março de 2015, por um valor não revelado. A venda fez parte da estratégia do Grupo de reduzir o número de países em que atuava, em favor de um foco maior no Reino Unido. A Coutts 'confirmou que esperava que a transferência de seus negócios na Europa e no Oriente Médio para a UBP fosse concluída até o final de 2015, e seus negócios em Singapura e Hong Kong seguiriam no início de 2016. O UBP precisará renomear o negócio.

## Localizações
O banco está sediado na 440 Strand, que serve como seu principal escritório voltado para o cliente, com um escritório adicional em Premier Place. Reduziu sua presença em Londres em 2013 com o fechamento de seus escritórios em Canary Wharf, St Mary Axe, Cadogan Place e Fleet Street. Possui 28 escritórios no Reino Unido e anteriormente escritórios internacionais em Zurique, Berna, Genebra, Hong Kong, Montevidéu, Singapura, Dubai, Jersey, Ilha de Man, Miami, Mônaco e Ilhas Cayman. Após a venda da Coutts International em 2015, os negócios do banco na Suíça, Mônaco, Emirados Árabes Unidos, Catar, Singapura e Hong Kong foram transferidos para a UBP em outubro de 2015. Seus negócios restantes na Ásia devem ser transferidos em 2016.

## Clientes
Até o século XX, Coutts era um banco de compensação para a nobreza e a pequena nobreza, mas hoje é gerente de patrimônio para uma ampla gama de clientes, incluindo empresários, artistas, esportistas, profissionais e executivos. A família real britânica é um cliente notável. No entanto, existem requisitos rigorosos para ser aceito como cliente, não apenas com base nos ativos financeiros médios e totais. Os clientes em potencial precisam de pelo menos 1.000.000 de libras em ativos investíveis, não incluindo imóveis.
Coutts é visto como um banco para os ricos e famosos da sociedade britânica. Como todos os bancos, é secreto sobre sua lista de clientes. O banco tem presença regular no anual Festival de Cinema de Cannes.

## Design
Coutts frequentemente colabora com estilistas britânicos, incluindo modelos anteriores para seus distintos cartões de crédito e débito. Em 2004, o estilista britânico e alfaiate de Savile Row, Ozwald Boateng, projetou o super premium Coutts World Charge Card enquanto em 2006 Stella McCartney foi contratada para projetar o cartão de débito Coutts Visa. O cartão incluía um logotipo translúcido de Coutts que só podia ser visto se sustentado pela luz.
Em 2013, Coutts substituiu seu cartão de crédito roxo 'World', que havia sido projetado por Boateng, pelo novo cartão de crédito 'Silk'. O design de seda foi inspirado no papel de parede chinês tradicional trazido de volta pelo primeiro embaixador da Grã-Bretanha na China, Earl Macartney em 1794, e apresentado a Thomas Coutts, que reveste as paredes da sala de reuniões na sede da Strand.

## Patrocínio
O patrocínio da Coutts concentra-se em causas e organizações que compartilham os valores e tradições da Coutts.
No início do século XIX, Thomas Coutts tornou-se acionista da Royal Opera House. Hoje, Coutts patrocina produções no teatro, como a produção de 2013 de La rondine. Desde maio de 2011, Coutts também é o principal patrocinador do Royal Court Theatre, o novo teatro de escrita do Reino Unido, com sede em Sloane Square.
Desde 2011, Coutts também apoia o London Design Festival - um evento anual, realizado para celebrar e promover Londres como a capital mundial do design e como porta de entrada para a comunidade criativa internacional.

## Malversação

### Violações das regras de lavagem de dinheiro
Em março de 2012, a Coutts foi multada em 8,75 milhões de libras esterlinas por violações das regras de lavagem de dinheiro, após três anos de problemas "sérios" e "sistêmicos" ao lidar com assuntos de clientes vulneráveis à corrupção por causa de seus vínculos políticos. A Autoridade de Serviços Financeiros (FSA) multou Coutts por causa de um "risco inaceitável" de que o banco possa estar lidando com o produto do crime por um período de três anos até novembro de 2010, depois de não lidar adequadamente com clientes classificados como "pessoas politicamente expostas".
Após uma revisão em todo o setor em 2010, a FSA constatou que Coutts não estava conduzindo verificações suficientemente robustas para esses clientes de alto risco e não estava monitorando adequadamente os relacionamentos com eles. A FSA analisou uma amostra de 103 arquivos de clientes de alto risco e identificou deficiências em 73 deles. A diretora interina da FSA de execução e crimes financeiros, Tracey McDermott, disse que "as falhas de Coutts foram significativas, generalizadas e inaceitáveis. Sua conduta ficou muito abaixo dos padrões que esperamos e o tamanho da penalidade financeira demonstra o quão seriamente vemos suas falhas".
O sistema de bônus de Coutts recompensou os banqueiros pela abertura de contas, incentivando a criação de novos negócios sem muito escrutínio, e a equipe de combate à lavagem de dinheiro do banco, que pretendia atuar como um cheque na identificação de clientes de alto risco, não conseguiu identificar o suficiente "politicamente" pessoas expostas". Em dois casos analisados pela FSA, os banqueiros não realizaram verificações apropriadas nos clientes e não identificaram alegações criminais graves contra eles. Houve cinco casos em que fontes forneceram "inteligência adversa", como alegações de atividade criminosa, em cada caso as contas foram aprovadas por Coutts.
Um porta-voz da Coutts disse que não havia evidências de que a lavagem de dinheiro ocorreu como resultado de seus controles deficientes e disse que "reconhecemos que nossos sistemas não eram totalmente adequados no passado e tomamos medidas para aprimorá-los". Coutts teria sido multado em 12,5 milhões de libras se não tivesse concordado em se estabelecer em um estágio inicial da investigação.

### Venda incorreta de produtos de poupança da AIG
Em novembro de 2011, a Autoridade de Serviços Financeiros (FSA) multou Coutts £ 6,3m pela venda incorreta do Fundo de Taxa Variável Aprimorada do American International Group (AIG) entre dezembro de 2003 e setembro de 2008. A FSA forçou a Coutts a compensar todos os clientes que sofreram prejuízos como resultado de suas falhas na venda dos títulos AIG Life Premier Bonds. Uma proporção significativa dos ativos do fundo foi investida em títulos lastreados em ativos de maior risco. Foi iniciada uma corrida ao fundo após a crise financeira do final dos anos 2000.
Os clientes da Coutts ainda tinham investido £ 748 milhões no fundo quando este foi suspenso em setembro de 2008, mas só foram autorizados a retirar metade de seu investimento. Muitos transferiram os 50% restantes para um fundo de recuperação sem juros até julho de 2012. A FSA disse que Coutts falhou ao dar aos consultores treinamento inadequado sobre os riscos do produto. Coutts recomendou o fundo a alguns clientes, embora possa tê-los exposto a mais riscos de capital do que eles estavam dispostos a aceitar e muitos clientes foram aconselhados a investir uma proporção muito grande de seus ativos totais no fundo.
Coutts concordou em se estabelecer em um estágio inicial em troca de um desconto de 30% em sua multa, que de outra forma seria de 9 milhões de libras.